# النماذج السعرية
النماذج السعرية هِي أحد الركائز الأساسية التي يعتمد عليها المتداولون في التحليل الفني للأسواق المالية. و يُعبر عن هذا  المفهوم  بأنه يشير إلى أشكال سعرية تظهر على الرسم البياني وتكررت بشكل ملحوظ  محققة نتائج مماثلة على مر الزمن. تم اختبار هذه النماذج لسنوات عديدة من قبل المحللين، وقد أثبتت فاعليتها في تحقيق نفس النتائج. بناءً على ذلك، أصبحت هذه النماذج تشكل إشارات مهمة لدخول أو خروج للمتداولين في الأسواق المالية.
والنماذج السعرية أو الفنية من وجهة نظر أسواق المال هي عبارة عن دراسة سلوك مجموعة من المتداولين في سهم أو عملة معينة . لتوقع حركة السعر بناءً على اشكال معينة. اثبتت مصداقيتها في العديد من الأسواق العالمية لسنوات عدة . وتساعد هذه النماذج في تحديد الاتجاه أو تغيير الاتجاه  و هدفه السعري المتوقع. و الركيزة التي يقوم عليها النموذج السعري مضمون النماذج السعرية مرتبط بميزة أن التاريخ يعيد نفسه (أحد ركائز التحليل الفني) و مرتبط أيضاً بخاصية التكرار الموجودة في كل شيء في حياتنا.

## أنواع النماذج السعرية
هناك العديد من النماذج الفنية ويتم اكتشاف المزيد منها كل فترة بعد دراسات مكثفة لسلوك السعر ولتسهيل عملية دراسة هذه النماذج .تم تقسيمها إلى قسمين رئيسيين
1. نماذج فنية استمرارية: وتعني ان تكون هذا النموذج دلالة على استمرار الأسعار في نفس مسارها السابق
2. نماذج فنية انعكاسية: وتعني ان تكون هذا النموذج دلالة على انعكاس الأسعار وسلوكها مساراً مخالفاً للمسار السابق

## أشهر النماذج السعرية والفنية
- نموذج الرأس والكتفين: هو نوع آخر من انماط عكس الاتجاه الذي يتم تشكيله من قبل ذروة قصيرة (الكتف)، تليها أعلى قمة (الرأس)، تليها ذروة قصيرة أخرى (الكتف). يمكنك رسم خط بين أدنى نقطتين يشار إليها باسم «خط الرقبة». ومنحدر من خط الرقبة هو مؤشر موثوق أن الانعكاس على وشك أن يحدث. ستضع صفقاتك أسفل خط الرقبة للاستفادة من السعر قبل أن يهبط. هناك أيضا عكسية أنماط الرأس والكتف التي هي عكس ذلك تماما لوصف النمط أعلاه. في هذه الحالة، هل ستضع صفقاتك فوق مستوى خط الرقبة للاستفادة من السعر قبل أن يرتفع.
- نموذج الرأس والكتفين المقلوب
- نموذج القمة المزدوجة
- نموذج القاع المزدوج
- نموذج القمة الثلاثية
- نموذج القاع الثلاثي